# Sudan Airways
Sudan Airways (in arabo: الخطوط الجوية السودانية) è la compagnia aerea di bandiera del Sudan, con sede a Khartoum. Dal 2012, la società è interamente di proprietà del governo del Sudan.
Uno dei più antichi vettori africani, fu costituito nel febbraio 1946 e iniziò le operazioni di linea nel luglio dell'anno successivo. A dicembre 2011 Sudan Airways aveva 1.700 dipendenti. La compagnia aerea è stata inclusa nell'elenco dei vettori aerei soggetti a divieto operativo nell'Unione europea da marzo 2010.

## Storia
Un Air Advisory Board venne formato nel 1945 per valutare la fattibilità di avviare servizi aerei nel paese, raccomandando di creare una compagnia aerea con l'aiuto di vettori stranieri che fornissero la loro esperienza tecnica e gestionale. Inizialmente, la nuova compagnia aerea avrebbe limitato le sue operazioni ai servizi charter. Sudan Airways è stata costituita nel febbraio 1946 con l'assistenza tecnica di Airwork Limited e il supporto commerciale di Sudan Railways.

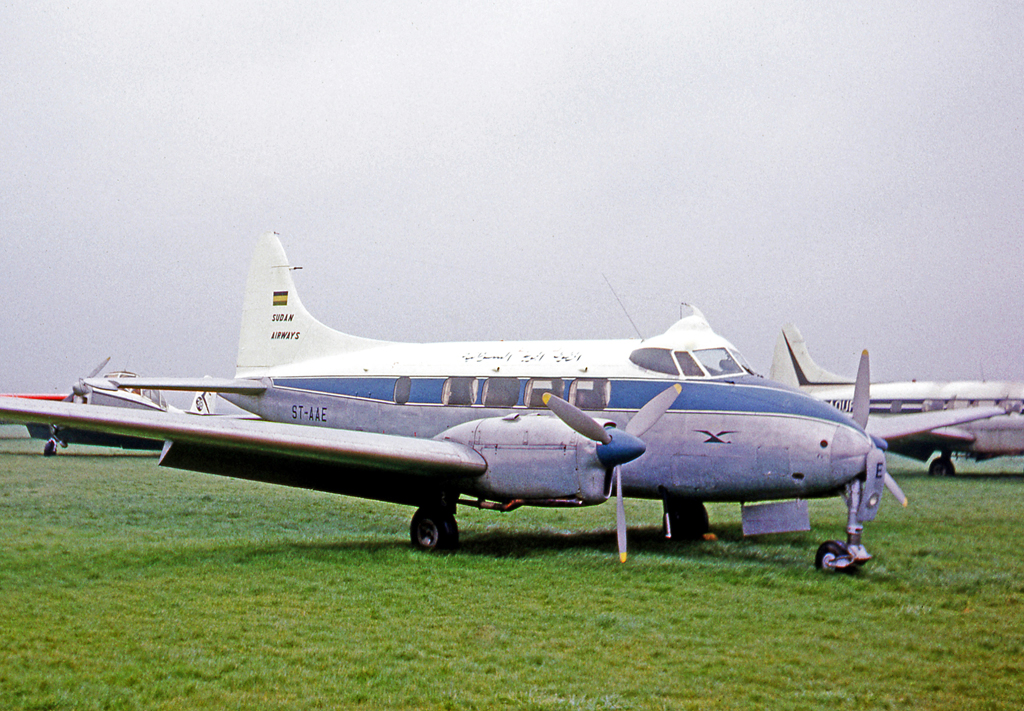
Un De Havilland Dove nel 1967.

La flotta iniziale era composta da quattro De Havilland DH.104 Dove, con voli di prova che iniziarono nell'aprile 1947. Le prime operazioni di linea furono avviate nel luglio dello stesso anno, con la prima pubblicazione del calendario a settembre. Khartoum divenne sin dall'inizio l'hub di Sudan Airways. Da lì, il vettore iniziò a operare quattro diversi servizi in tutto il territorio sudanese, oltre che in Eritrea. Le prime rotte che la compagnia volò collegarono Khartoum con Asmara, Atbara, El Fashir, El Obeid, Geneina, Giuba, Cassala, Malakal e Porto Sudan. Un Vickers VC.1 Viking della Airwork operava la rotta a lungo raggio Blackbushe-Khartoum. Un quinto Dove fu ordinato nel gennaio 1948. Quell'anno fu lanciata una rotta per Wadi Halfa. Le Ferrovie del Sudan si ritirarono dalla gestione della compagnia aerea nel 1949; da allora in poi il governo e Airwork continuarono a gestire la compagnia.

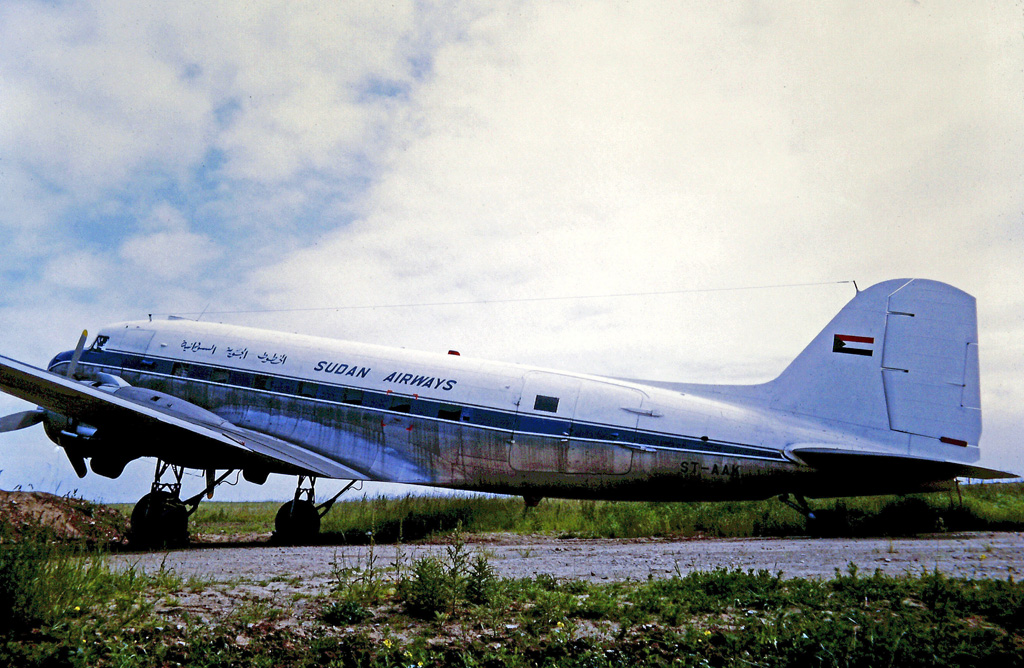
Un Douglas C-47 nel 1971.

Kassala e Asmara furono rimosse dalla lista delle destinazioni nel 1952. Nel febbraio dello stesso anno fu introdotto il quinto Dove precedentemente ordinato. C'era una tale richiesta di volo che i servizi igienici dei Dove furono rimossi per fare spazio a più posti a sedere, e ospitando passeggeri anche in cabina di pilotaggio. Ciò spinse la compagnia aerea a cercare aerei di linea più nuovi e più grandi, prendendo in considerazione il Douglas DC-3 e il de Havilland Heron. Nel marzo 1953, il vettore gestiva una rete domestica lunga 4.800 chilometri. Quell'anno, il vettore incorporò i primi quattro DC-3 nella flotta. L'aumento della capacità consentì alla compagnia di trasportare passeggeri e posta, di introdurre nuove rotte per Il Cairo e Wad Madani, e di svolgere compiti di sorveglianza aerea per il governo. Sempre nel 1953, la città ciadiana di Abeche venne inclusa nella rete, mentre i voli regolari per Gedda furono lanciati nel giugno 1954. I servizi per Atene iniziarono a metà degli anni cinquanta e altri due DC-3 furono acquistati nel 1956. Nel 1958, dopo il suo insediamento, il Consiglio Supremo delle Forze Armate decise di espandere le operazioni internazionali del vettore. Un settimo DC-3 fu incorporato nella flotta quell'anno. I servizi a lungo raggio iniziarono nel giugno 1959 tra Khartoum e Londra via Roma, il cosiddetto servizio "Blue Nile", utilizzando un Viscount 831 che fu acquistato nuovo all'inizio di quell'anno in una joint venture con British United Airways. Beirut venne aggiunta alla rete di destinazioni nel novembre dello stesso anno. Sempre nel 1959, la compagnia aerea si unì alla IATA.

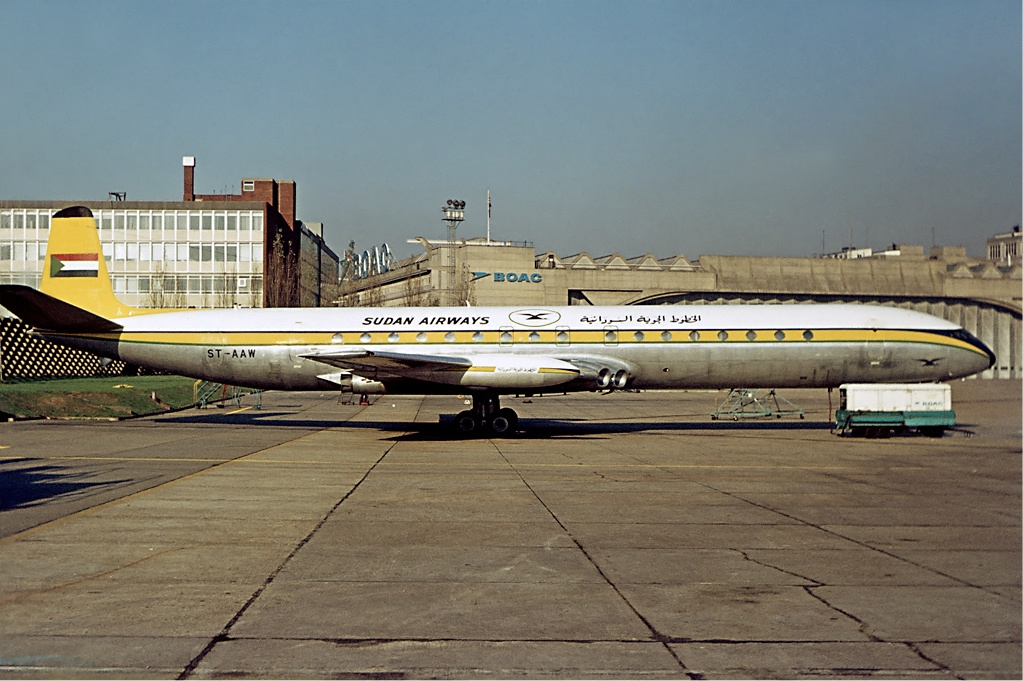
Un Comet 4C a Londra nel 1972.

Nell'aprile 1960, la flotta comprendeva sette DC-3, quattro Dove e un Viscount 831. Quest'ultimo venne utilizzato per riprendere le operazioni ad Asmara nel dicembre 1960. Con l'obiettivo di sostituire i DC-3 e i Dove nelle rotte nazionali e regionali, la compagnia acquistò tre Fokker F27 nell'ottobre di quell'anno; questi furono consegnati all'inizio del 1962, con il primo dei quali schierato su rotte nazionali, rendendo Sudan Airways la prima compagnia aerea africana a operare con questo tipo di velivolo. Sempre nel 1962, a maggio furono acquistati due Comet 4C, destinati a sostituire i Viscount; Sudan Airways aveva preso in considerazione l'acquisizione di due jet per lo schieramento sulla rotta "Blue Nile" poiché la frequenza era stata aumentata a due volte alla settimana nel 1961. La compagnia aerea prese in consegna il primo Comet nel novembre 1962, e il secondo fu consegnato un mese dopo. Questi iniziarono a operare il servizio "Blue Nile" nel gennaio 1963; quell'anno, la frequenza venne nuovamente aumentata fino a tre volte a settimana. Il servizio "Blue Nile" servì per la prima volta Francoforte nel maggio 1963. Sempre nel 1963 fu ordinato un quarto F27. Nel 1967, la compagnia divenne una società gestita su base commerciale; inoltre, furono ordinate tre Twin Otter in sostituzione dei DC-3. Il primo di questi velivoli entrò a far parte della flotta nel 1968; il secondo consegnato alla compagnia è stato il 100° prodotto da de Havilland Canada.

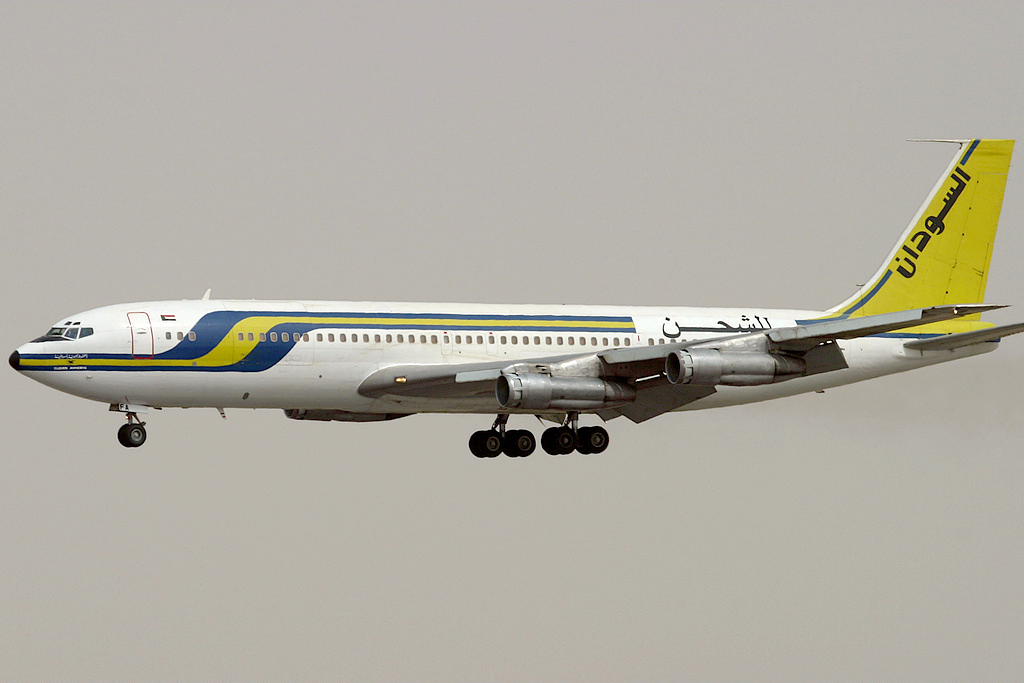
Un Boeing 707-320C nel 2006.

Nel marzo 1970, la rete di rotte ammontava a 20.715 chilometri (12.872 miglia), con destinazioni internazionali tra cui Aden, Addis Abeba, Asmara, Atene, Beirut, Il Cairo, Entebbe, Fort Lamy, Jeddah, Londra, Nairobi e Roma. A quel tempo, la flotta era composta da due Comet 4C, tre DC-3, quattro F27 e tre Twin Otter. L'ultimo DC-3 lasciò la flotta nel 1971. Nel 1972, i Comet furono messi in vendita e sostituiti da due Boeing 707 noleggiati dalla British Midland. Sudan Airways ordinò due Boeing 707-320C nel 1973, in consegna nel giugno e luglio 1974. In attesa della consegna di due Boeing 737-200C ordinati un anno prima, i due Boeing 707-320C facevano parte della flotta nel marzo 1975, insieme a cinque F-27, tre Twin Otter e un solo DC-3.
L'azienda aveva 2.362 dipendenti ad aprile 2000, con un parco aeromobili che comprendeva un Airbus A300-600, un Airbus A300-600R, tre Boeing 707-320C, un Boeing 727-200, un Boeing 737-200C e un Fokker F27-600. A quel tempo, la compagnia aerea forniva servizi di linea per Abu Dhabi, Addis Abeba, Al Ain, Amman, Bangui, Il Cairo, Damasco, Doha, Dongola, Dubai, El Fasher, El Obeid, Eldebba, Geneina, Istanbul, Gedda, Giuba, Kano, Lagos, Londra, Malakal, Merowe, Muscat, Ndjamena, Niamey, Nyala, Parigi, Porto Sudan, Riyadh, Sanaa, Sharjah, Tripoli, Wadi Haifa e Wau. Nel 2007, il governo sudanese ha privatizzato la compagnia aerea, mantenendo solo una quota del 30% del vettore nazionale. Il gruppo privato kuwaitiano che possedeva il 49% delle azioni da allora ha venduto la sua partecipazione allo stato nel 2011.

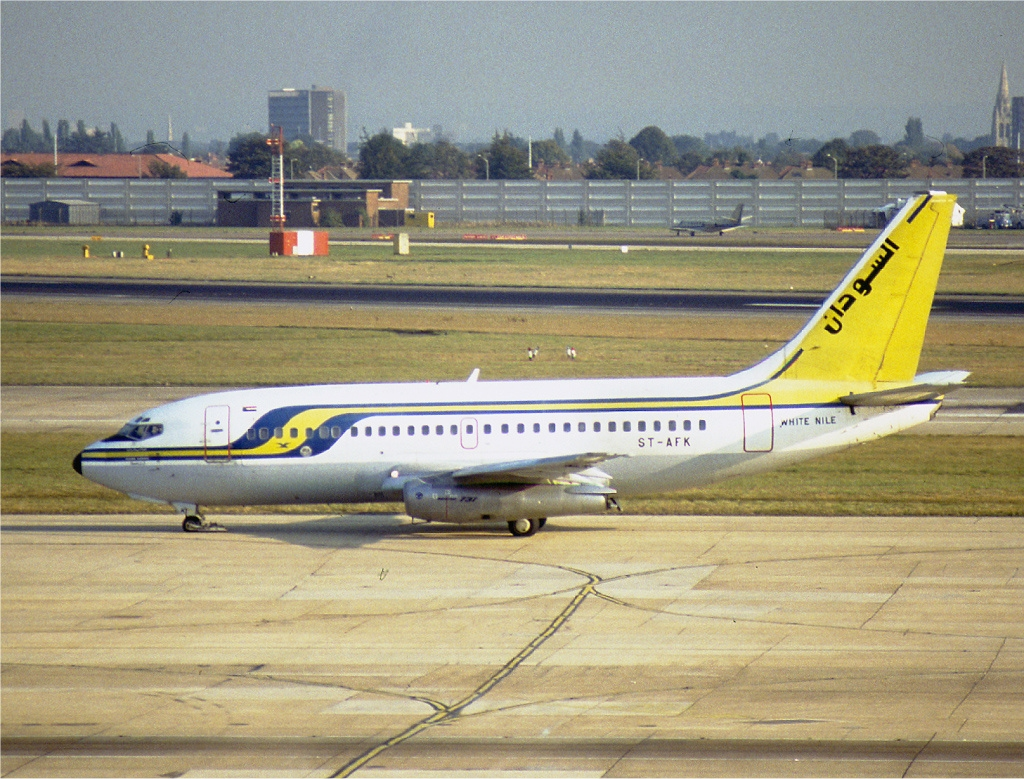
Un Boeing 737-200 a Londra nel 1989.

In seguito allo schianto del volo 109, nel giugno 2008 la compagnia aerea è stata messa a terra a seguito di una sospensione a tempo indeterminato del suo certificato operativo da parte del governo sudanese, nonostante fosse dichiarato non essere in collegamento con l'incidente. Questa decisione è stata successivamente annullata e alla società è stato consentito di riprendere le operazioni.
Dal marzo 2010, la compagnia è tra i vettori aerei soggetti a divieto operativo nell'Unione europea.
Nel 2017 è stato annunciato che il presidente sudanese Omar al Bashir aveva firmato diversi accordi di cooperazione con il re Salman dell'Arabia Saudita durante una visita a Riyadh. Tra gli accordi c'era l'impegno dell'Autorità generale saudita per l'aviazione civile di ristrutturare un debito del valore di 22,5 milioni di Ryal (6 milioni di dollari USA). Inoltre, sono state prese disposizioni per il rinnovo della flotta di Sudan Airways. È stato riferito che l'Arabia Saudita avrebbe potuto donare alla Sudan Airways quattordici aeromobili tra cui tre B777, tre A320-200, sei Embraer Regional Jet e due A330-200.
Dopo la revoca delle sanzioni americane nel 2017, Sudan Airways ha annunciato piani per rilanciare la sua flotta.

## Destinazioni
Al 2021, Sudan Airways opera voli nazionali e internazionali in Africa e nel Medio Oriente.

## Flotta

### Flotta attuale

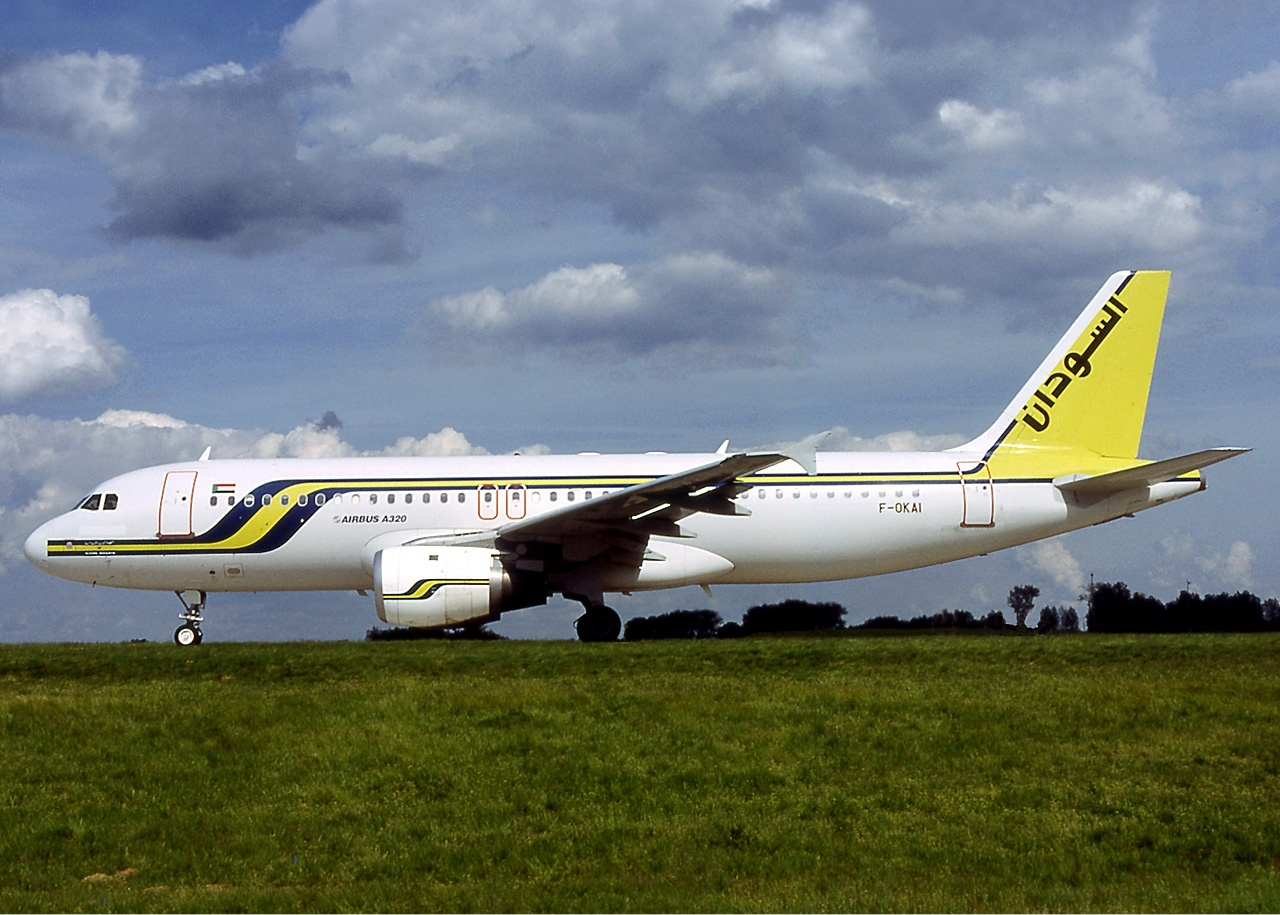
Un Airbus A320-200.

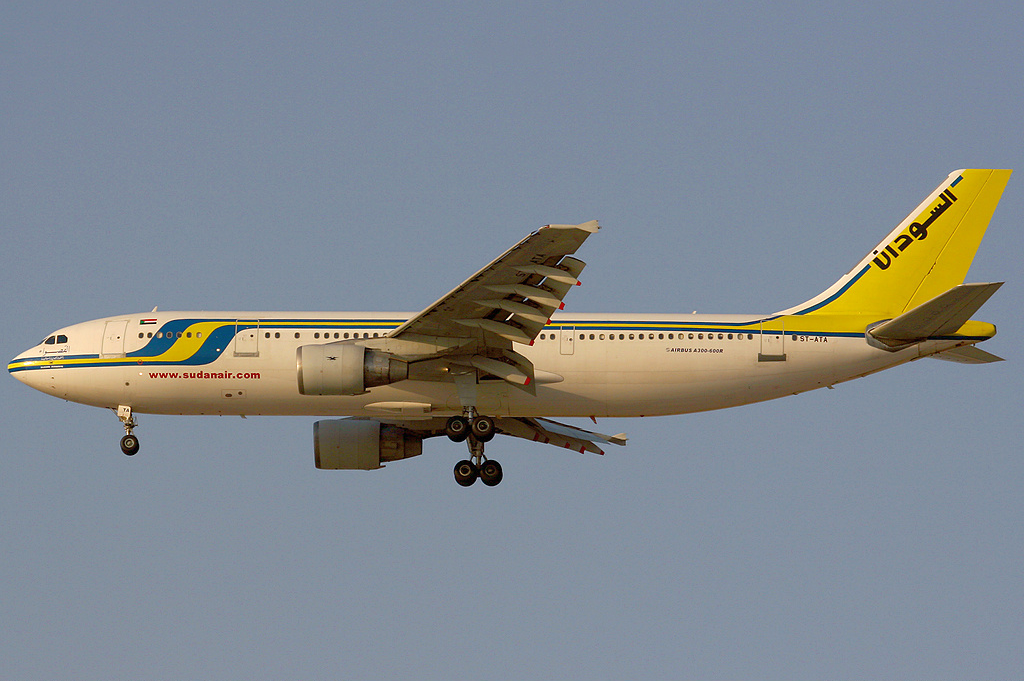
Un Airbus A300B4-600R.

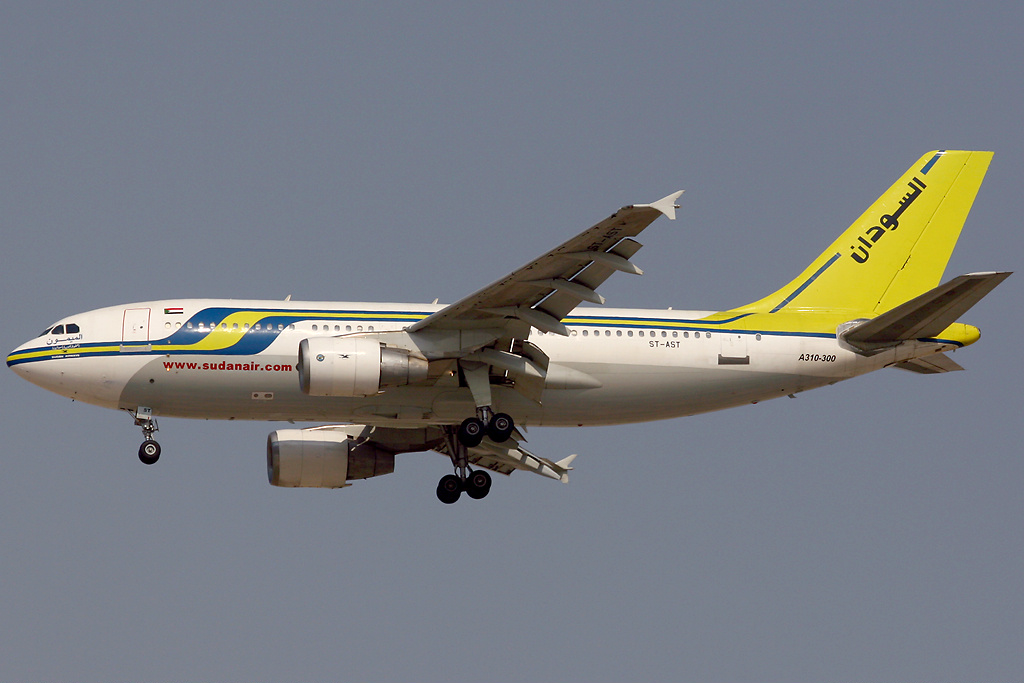
Un Airbus A310-300.

A dicembre 2022 la flotta di Sudan Airways è così composta:

### Flotta storica
Sudan Airways operava in precedenza con i seguenti aeromobili:
- Airbus A300B4-600R
- Airbus A300-600
- Airbus A300-600F
- Airbus A310-200
- Antonov An-24T
- Antonov An-24RV
- Antonov An-74TK
- Boeing 707-120B
- Boeing 707-320B
- Boeing 707-320C
- Boeing 720-020
- Boeing 727-200
- Boeing 737-200
- Boeing 737-200C
- Boeing 737-400
- Boeing 737-500
- Boeing 757-200
- Lockheed C-130 Hercules
- De Havilland DH.106 Comet
- de Havilland Dove
- DHC-6 Twin Otter
- Douglas C-47B
- Douglas DC-8-30
- Douglas DC-8-60
- McDonnell Douglas MD-80
- Fokker F27-200
- Fokker F27-400
- Fokker F27-500
- Fokker F27-600
- Ilyushin Il-18D
- Ilyushin Il-18V
- Lockheed L-1011 TriStar
- McDonnell Douglas DC-10-30
- Vickers Viscount
- Yakovlev Yak-42

## Incidenti
- Il 16 agosto 1986, il Fokker F27 di marche ST-ADY stava effettuando un volo di linea passeggeri nazionale da Malakal (nell'attuale Sud Sudan) a Khartoum in Sudan, quando venne abbattuto dai militanti dello SPLA. Tutte le 60 persone a bordo dell'aereo morirono.[18]
- L'8 luglio 2003, il volo Sudan Airways 139, un Boeing 737-2J8C, perse potenza a uno dei due motori poco dopo il decollo; ciò spinse l'equipaggio a tornare all'aeroporto di partenza per un atterraggio di emergenza. Nel fare ciò, i piloti mancarono la pista dell'aeroporto e l'aereo scese fino a colpire il terreno, disintegrandosi dopo l'impatto. 116 delle 117 persone a bordo persero la vita.[19]
- Il 10 giugno 2008, il volo Sudan Airways 109, un Airbus A310-300, toccò terra 900 metri oltre la testata della pista e il comandante selezionò entrambi gli inversori di spinta al massimo. Il n.2 si attivò normalmente, ma l'altro no. A causa della spinta inversa asimmetrica, l'aereo sbandò a destra. Dieci secondi dopo l'atterraggio, entrambi gli inversori vennero disattivati e le leve di spinta impostate al minimo. Il comandante riportò l'aereo sulla linea centrale utilizzando la frenata differenziale. Il comandante disattivò quindi l'anti-skid e frenò con entrambi i pedali, provocando il blocco delle ruote. L'aereo uscì di pista e si fermò 215 metri oltre l'aeroporto, prendendo fuoco. I vigili del fuoco arrivarono in ritardo sulla scena dell'incidente a causa della grave carenza di personale antincendio e del fatto che non c'erano mezzi di comunicazione tra la stazione dei vigili del fuoco e i veicoli. In 30 persero la vita.[20]